# Rudolf Besel
Rudolf Besel (ur. 26 maja 1895; zm. 7 września 1918) – niemiecki lotnik, as myśliwski z okresu I wojny światowej. Uzyskał 5 zwycięstw powietrznych. 
Służył w Bavarian Schutzsatffel. W jednostce odniósł swoje pierwsze potwierdzone zwycięstwo powietrzne. 18 sierpnia 1917 roku w okolicach Passchendaele razem z obserwatorem porucznikiem F. Bayrem zestrzelił pierwszy samolot wroga. Był to Nieuport Scout z 29 Dywizjonu RAF.  Do końca działań wojennych zestrzelił jeszcze 4 samoloty. Wszystkie w 1917 roku. Zginął w wypadku lotniczym w Gablingen Kaserne 7 września 1918 roku.